# Неофашизам
Неофашизам је идеологија која се јавља након Другог свјетског рата, садржи битне елементе фашизма, те са њим чини континуитет.
Особине неофашизма могу се примијенити на скупине које изражавају одређено дивљење према лику и дјелу Бенита Мусолинија и Адолфа Хитлера или према било ком другом фашистичком вођи, фашистичкој држави или покрету. Неофашизам обично укључује ултра национализам, популизам, антиимиграцијску политику и/или понегдје политички нативизам, антикомунизам, те противљење парламентарном систему и либералној демократији. Означавање неке групе као неофашистичке може изазвати бурне реакције, поготово ако се то користи као политички епитет. Неки режими послије Другог свјетског рата описани су као неофашистички због своје ауторитативне политике, али и понекад због своје фасцинације и симпатије према фашистичкој идеологији и ритуалима.
Постфашизам је појам који се примјењује на неколико европских политичких странака које заступају измјењени облик фашизма и који учествује у уставној политици.